# أبو بكر بن عبد الله الحبشي
أبو بكر العطاس بن عبد الله الحبشي (1328 - 1416 هـ) عالم دين مسلم وكاتب حضرمي. أمضى وقته في التعليم والإرشاد وتربية الأجيال. هاجر إلى السعودية واستوطن مكة وشارك علماء البلد الحرام بالتدريس في منزله. كان من اهتماماته أنه يسجل التواريخ على حِسَاب الجُمَّل وكان من الملهمين فيه.

## نسبه
أبو بكر بن عبد الله بن علوي بن زين بن عبد الله بن زين بن علوي بن محمد بن علي بن عبد الرحمن بن محمد بن علوي بن أبي بكر الحبشي بن علي بن أحمد بن محمد أسد الله بن حسن الترابي بن علي بن الفقيه المقدم محمد بن علي بن محمد صاحب مرباط بن علي خالع قسم بن علوي بن محمد بن علوي بن عبيد الله بن أحمد المهاجر بن عيسى بن محمد النقيب بن علي العريضي بن جعفر الصادق بن محمد الباقر بن علي زين العابدين بن الحسين السبط بن الإمام علي بن أبي طالب، والإمام علي زوج فاطمة بنت محمد ﷺ.
فهو الحفيد 34 لرسول الله محمد ﷺ في سلسلة نسبه.

## مولده ونشأته
ولد في حوطة ثبي إحدى ضواحي مدينة تريم في محافظة حضرموت اليمنية في شهر ذي القعدة سنة 1328 هـ، ولقب بـ«العطاس» تيمنًا وتبركًا باسم الحبيب أبو بكر بن عبد الله العطاس صاحب حريضة. بدأ تعليمه على يدي والده وبعده عمه، وحفظ القرآن الكريم، وقرأ على أخيه الحسين مبادئ العلوم، وكان يذهب إلى تريم لطلب العلم، فالتحق برباط تريم وأخذ عن علماءه، ثم انتقل إلى عيديد بتريم وابتنى بها داره وبنى بجواره مسجدًا.

## هجرته إلى الحجاز
ولما تغيرت الأحوال في الجنوب العربي هاجر من حضرموت إلى عدن ثم سافر إلى الحجاز عام 1392 هـ؛ فارًّا بدينه لما حصل الأذى من الشيوعيين على حضرموت. وفي الحجاز استقر بمكة واستمر بترتيب أوقاته في الأعمال الصالحة، وكان يحضر عنده بعض الخاصة من طلبة العلم للقراءة آخر عشية بعض الليالي.

## شيوخه
نذكر بعضًا من شيوخه على سبيل المثال لا الحصر:
| - عبد الله بن عيدروس العيدروس - محمد بن عبد الله العيدروس - عبد الله بن عمر الشاطري | - عبد الباري بن شيخ العيدروس - حسن بن محمد بن إبراهيم بلفقيه - محمد بن حسن عيديد | - علوي بن عبد الله بن شهاب الدين - عمر بن أحمد بن سميط - مصطفى بن أحمد المحضار | - أحمد بن عبد الرحمن السقاف - محفوظ بن عثمان الزبيدي - سالم بن سعيد بكيّر باغيثان |

## مؤلفاته
له ست مؤلفات وهي:
| - «تذكير الناس من كلام الحبيب أحمد بن حسن العطاس» - «كنوز السعادة الأبدية في الأنفاس العلية الحبشية» - «التذكير المصطفى لأولاد المصطفى وغيرهم ممن اجتباه الله واصطفى» | - «تيسير الأمر لمن يقرأ من العوام بقراءة أبي عمرو» - رسالة في الأذان أسماها «تشنيف الآذان بأحكام الأذان» - «تعريف الذرية الحبشية بأحوال أهلهم المرضية» |

## وفاته
توفي في يوم الأربعاء الثامن والعشرين من شهر رجب سنة 1416 هـ، وصلي عليه في مكة المكرمة ودفن في حوطة السادة العلويين بالمعلاة.

## وصلات خارجية
- من أعلام تريم الحبيب العلامة أبي بكر العطاس بن عبد الله بن علوي الحبشي.
- موقع رباط تريم للعلوم الدينية والعربية.
- السيد أبو بكر بن عبد الله الحبشي 1328-1416 هـ - قبلة الدنيا.